# Liang Qichao
Liang Qichao (梁啟超T) (Distretto di Xinhui, 23 febbraio 1873 – Pechino, 19 gennaio 1929) è stato uno scrittore, giornalista, filosofo e riformatore cinese.

## Biografia
Fu tra i primi a teorizzare un cambiamento della letteratura classica cinese in favore di una sua modernizzazione, assegnando dignità letteraria al romanzo, alla narrativa e al baihua (tipo di volgare in contrapposizione al wenyan, lingua colta sconosciuta ai più).
Prese parte alla riforma dei cento giorni del 1898. Propugnò l'abolizione dell'obsoleto sistema degli esami, l'istruzione di massa, una maggior diffusione di istituti scolastici sul territorio cinese. Propose una riforma scolastica, nella convinzione che per uscire dalla crisi in cui era caduta, la Cina dovesse emulare non tanto le scoperte scientifiche e tecnologiche dell'Occidente, bensì il dinamismo e l'attivismo politico europeo e giapponese. Propose quindi l'inserimento nei programmi didattici di materie "occidentali", quali matematica fisica e chimica, letteratura e narrativa, a fianco dei classici. 
In seguito al colpo di Stato dell'imperatrice madre Cixi nel 1898, fu costretto a fuggire in Giappone, dove venne ancor più in contatto con la cultura occidentale, che da tempo aveva raggiunto l'isola nipponica. Qui ebbe anche modo di conoscere il romanzo politico e diede vita ad un giornale politico cinese, "Qingyi bao" ("La discussione in Cina", 1898). Nonostante l'innovazione del suo pensiero, restò sempre legato ai canoni confuciani che avevano caratterizzato la sua istruzione, e quindi continuò a vedere sempre la letteratura come la strada che indica la Via ("dao"), e a ciò si deve il suo disinteresse per generi quali il romanzo psicologico.
Nel 1902, sempre in esilio in Giappone, fondò una nuova rivista, Xin xiaoshuo ("La nuova narrativa"). Assegna nuovi compiti sociali al romanzo, oltre che una nuova dignità letteraria e culturale. Tra i compiti si possono riscontrare il rinnovamento del popolo, della morale, dei costumi sociali, dell'istruzione, delle arti e addirittura della mente. Liang fece anche un paragone tra la narrativa, e in più in generale il romanzo, e il buddhismo Mahayana, vedendo nella letteratura il "ti" (elevazione), il suo più alto potere, ovvero l'immedesimazione da parte del lettore e la voglia di emulare gli eroi rappresentati, corrispondente al più avanzato metodo buddhista di autotrasformazione. In questo modo Liang sperava di corroborare il prestigio del nuovo genere.